# Jean Nganso Sunji
Jean Nganso Sunji, né le 15 octobre 1937 à Balengou et mort le 14 novembre 2021, est un homme d'État, général d'armée et multimillionnaire[réf. nécessaire] camerounais. 
Il fait partie des premiers généraux de l'armée nationale camerounaise et joue un rôle décisif dans l'échec de la tentative de coup d'État d'avril 1984 au Cameroun. 

## Biographie

### Enfance
Jean Nganso Sunji est né à Balengou, dans l'Ouest du Cameroun, dans une famille modeste, il a six frères et sœurs. 
À l'âge de 17 ans, il intègre le lycée Général-Leclerc de Yaoundé dans la même classe que Paul Biya, avant de poursuivre ses études en France grâce à une bourse au mérite[réf. nécessaire].  

### Formation et carrière
Jean Nganso Sunji est admis dans les classes préparatoires du lycée Montaigne de Bordeaux avant d'intégrer l'école polytechnique de Paris en 1958. Diplômé en 1960, il devient le premier élève d'Afrique noire à intégrer cette école. 

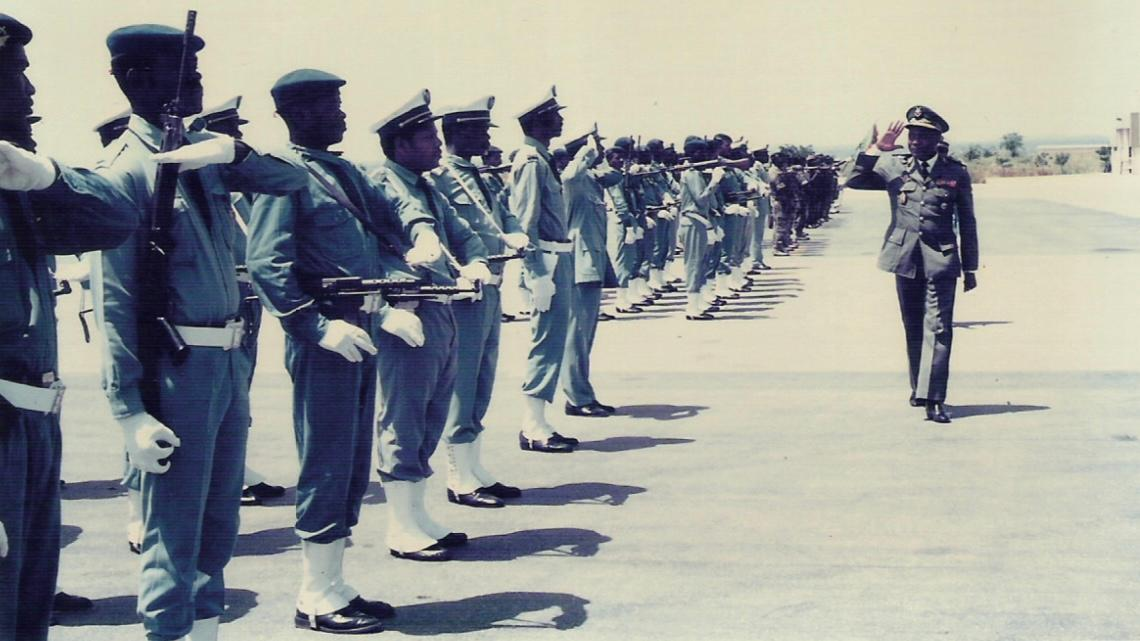

#### Lieutenant
Enrôlé le 1er octobre 1956, il est nommé lieutenant en 1960.
Par la suite, il étudie à l'ENCP (École nationale des ponts et chaussées) et obtient son diplôme en 1962 . Il intègre l’EAG (École d’application du génie d’Angers) durant six mois. 

#### Capitaine
Devenu capitaine en 1962 et intègre officiellement l'armée camerounaise en faisant en parallèle de nombreux stages. En 1962, il obtient un brevet de parachutiste. Il intègre le Régiment de marche du Tchad en 1963. Il est nommé commandant en 1964. Par la suite, il devient directeur adjoint des services centraux du Ministère des Forces Armées en avril 1965. Après un stage en septembre 1965 dans les grands états-majors de l'armée française, il rentre au Cameroun en mars 1967 et est nommé directeur adjoint de l'administration et de la logistique puis directeur en juillet 1969.

#### Colonel

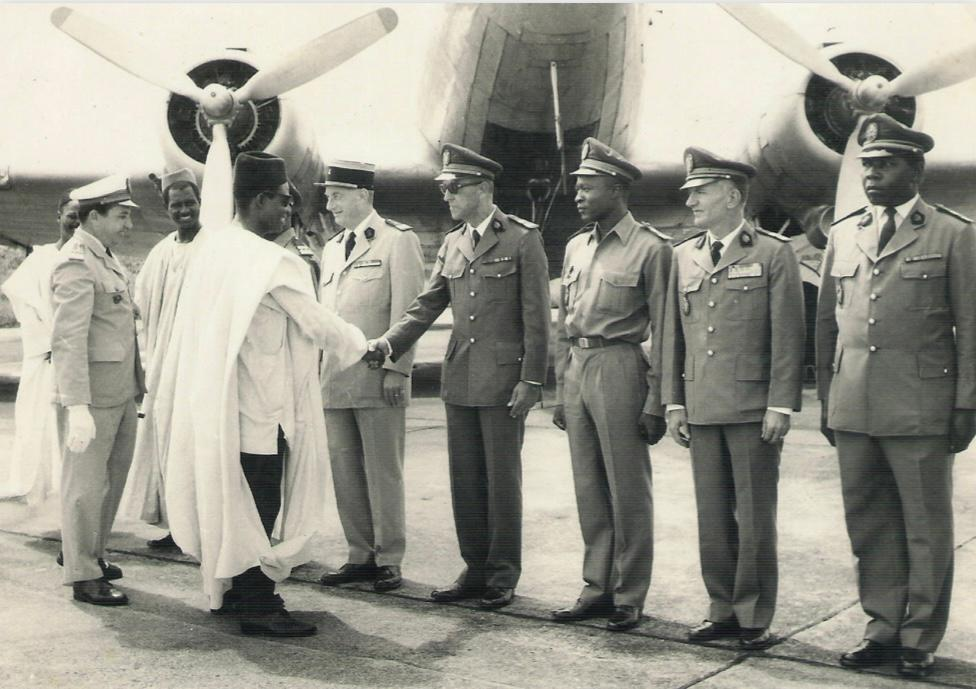

Jean Nganso Sunji est nommé directeur de l'administration générale et du budget en juillet 1972, puis colonel en 1973.
Par la suite , il occupe pendant de nombreuses années le poste de chef d’état-major de l’armée de l’air.

#### Général
En novembre 1983, il est nommé général des brigades puis général de division en 1993. Le 25 septembre 2001, il est promu général de corps d’armée.
Il termine sa carrière au rang de général de corps d'armée. 

Très proche du président de la République , Jean Nganso Sunji fait partie des généraux ayant sauvé le régime de Paul Biya lors de la tentative de coup d'état d'avril 1984.

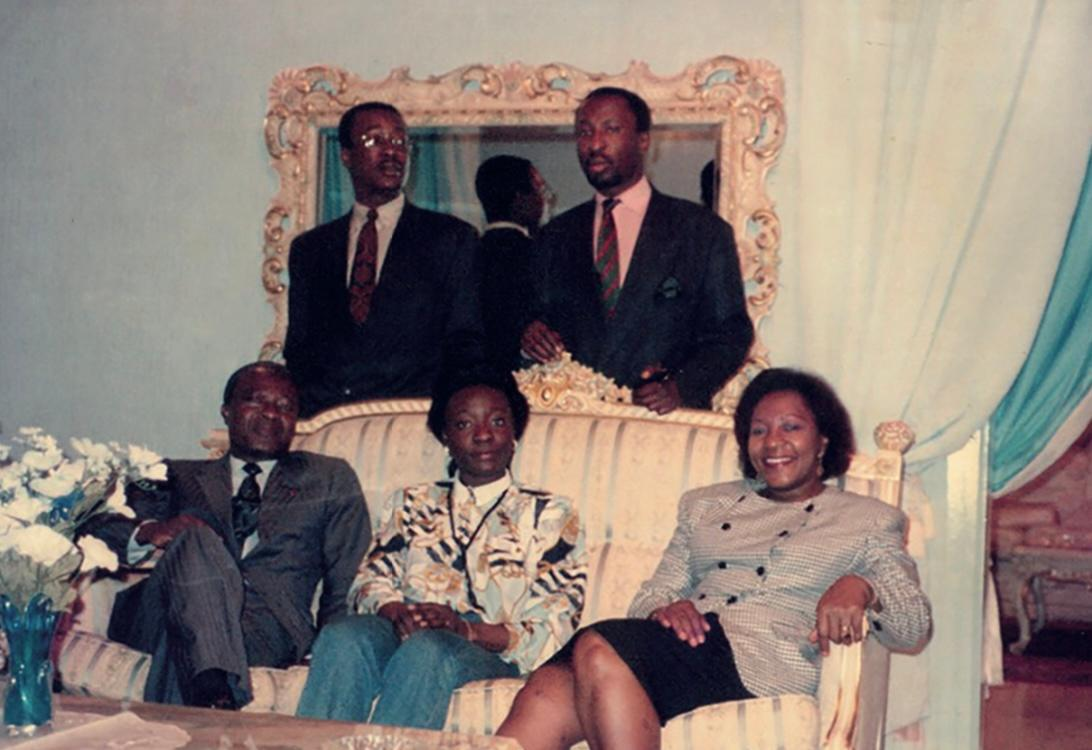

## Vie privée
Jean Nganso Sunji  se marie le 24 août 1961 à Esther Kouekeu. Ils 
ont trois enfants et six petits-enfants. 